# João 2

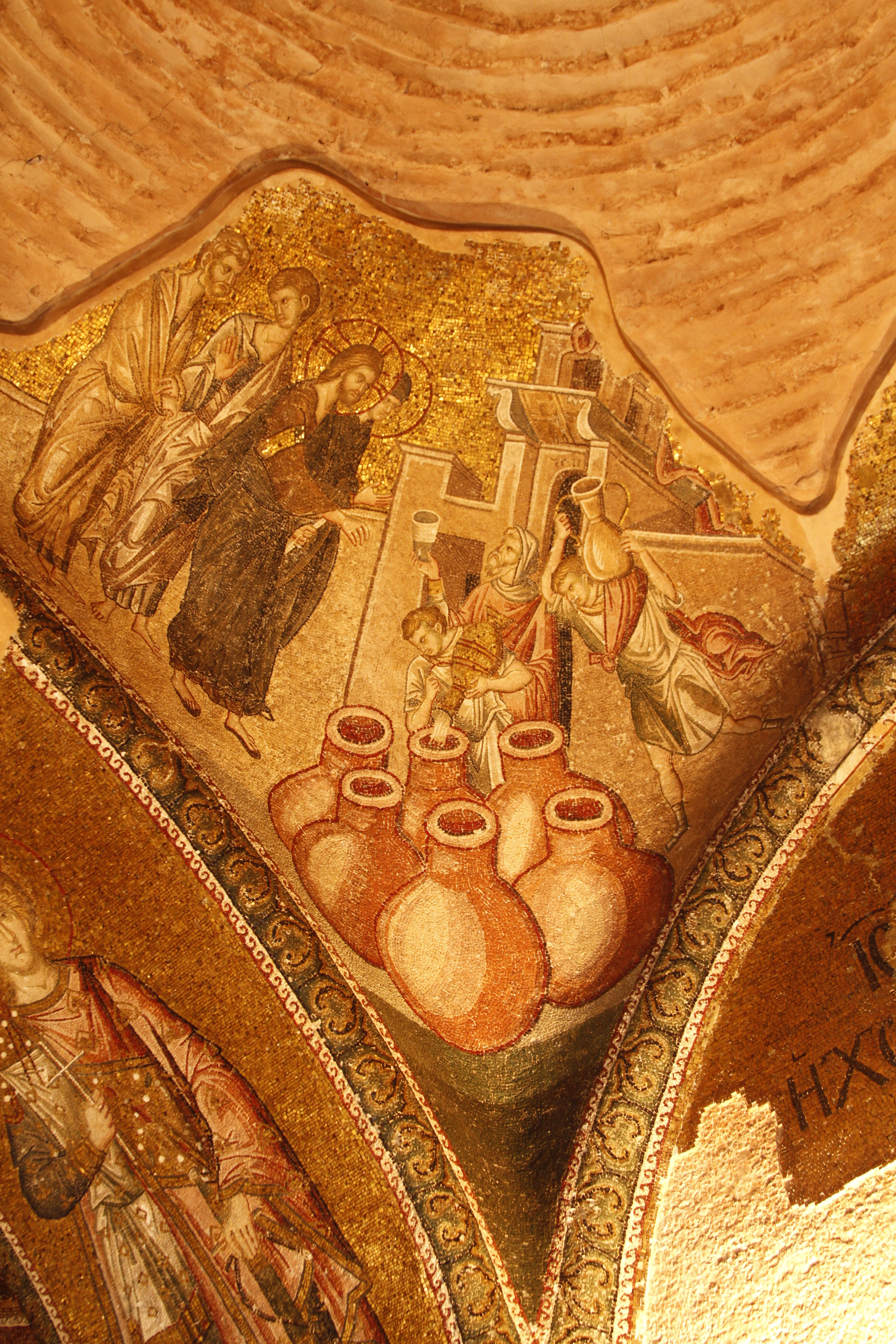
Jesus transformando água em vinho, um dos episódios de João 2.
Séc. XI. Mosaico na Igreja de Chora, em Istambul.

João 2 é o segundo capítulo do Evangelho de João no Novo Testamento da Bíblia e narra algumas das mais famosas histórias sobre Jesus, como as Bodas de Caná e Jesus expulsando os cambistas do Templo de Jerusalém.

## Transformando água em vinho
O segundo capítulo de João começa com o milagre de Jesus transformando água em vinho durante um casamento em Caná. Jesus era um dos convidados juntamente com seus discípulos. Sua mãe também estava lá e pediu-lhe ajuda quando o vinho começou a acabar. Jesus se mostrou irritado por ela ter lhe pedido um milagre e disse que ainda não era a época certa. Mesmo assim, Maria pediu aos servos que fizessem tudo o que Jesus mandasse e pediu-lhes ainda que enchesses os jarros vazios de vinho com água. Depois, o "presidente da mesa" prova o conteúdo destes jarros e diz: «Todo o homem põe primeiro o bom vinho, e quando os convidados têm bebido bastante, então lhes apresenta o inferior; mas tu guardaste o bom vinho até agora.» (João 2:10) Segundo o próprio João, a água estava lá para uso nos rituais de purificação dos judeus.
De acordo com João, este foi o primeiro milagre de Jesus e ocorre logo depois de ele ter dito a Nataniel, no capítulo anterior, «maiores coisas do que estas verás.» (João 1 50:) De acordo com a hipótese do "Evangelho dos Sinais" como uma das fontes dos evangelhos, este milagre estaria originalmente neste documento. João usa a palavra grega "semeion" ("sinal") ou "ergon" ("obra") para fazer referência a um milagre, diferente do termo "dynamis", utilizada pelos evangelhos sinóticos para este fim.
O episódio pode ser visto como João realizando as professias no Antigo Testamento (como Amós 9:13–14 e Gênesis 49:10–11) sobre a abundância de vinho que haverá quano o Messias chegar. Festas de casamento messiânicas também foram mencionadas em Isaías 62:4–5. Em Marcos 2:21:22, Jesus fala sobre "novos odres de vinho", pode também ser interpretado da mesma forma. A mãe de Jesus, cujo nome não aparece neste evangelho, volta a ser citada em João 19, durante a crucificação de Jesus. O próximo milagre ou sinal de Jesus neste evangelho é a cura do filho do oficial em João 4.
O relato segue informando que Jesus seguiu com a mãe, seus irmãos e discípulos para Cafarnaum por "uns poucos dias"', mas não se sabe o que aconteceu ali em seguida. Este milagre só aparece no relato de João e os demais evangelhos sinóticos não mencionam nem Jesus comparecendo a um casamento antes de sua chegada em Cafarnaum e nem a presença de sua mãe e irmãos com ele. Lucas 4 e Mateus 4 narram Jesus indo primeiro a Nazaré e depois a Cafarnaum depois do batismo de Jesus e sua tentação no deserto. Marcos 1 relata que ele foi diretamente para Cafarnaum (depois da Tentação), onde ele reúne seus discípulos (que estavam com ele em Caná) e realiza milagres (1 25:34). Depois de a autoridade e poder de Jesus ter sido demonstrados, ele e seus discípulos vagaram pela Galileia pregando e expulsando demônios (Marcos 1:38–39). Marcos continua relatando que eles retornaram a Cafarnaum.

## Os cambistas

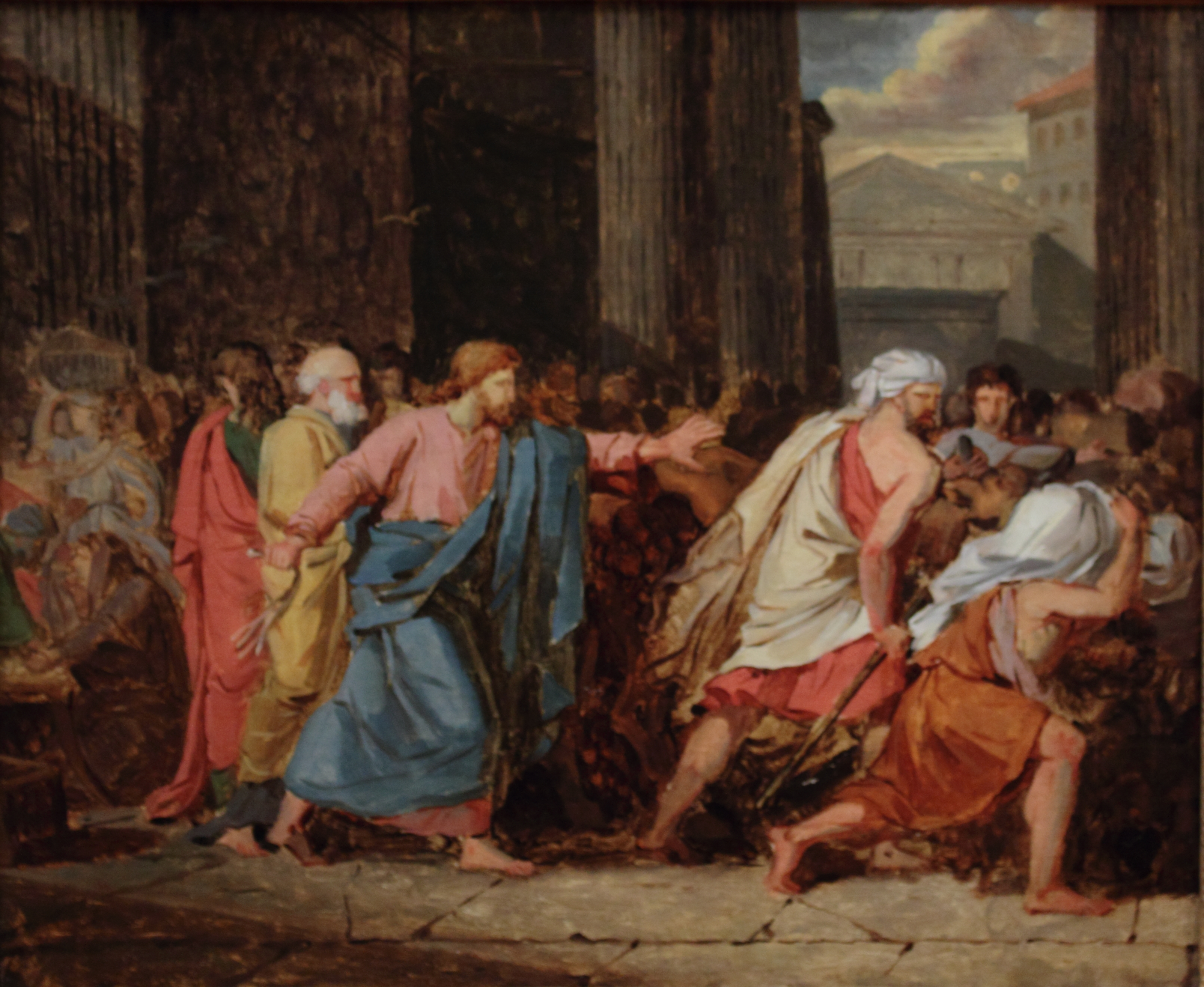
Jesus expulsando os cambistas, um dos episódios de João 2.
Por Anne-Louis Girodet de Roussy-Trioson, atualmente no Museu de Belas Artes de Rennes, na França.

A história de Jesus revirando as mesas dos cambistas no Templo vem em seguida. Jesus viaja para Jerusalém para a Páscoa judaica, a primeira das três vezes relatadas em João. A seguinte em João 7, na qual ele participa da Festa dos Tabernáculos, e a última na ocasião da Paixão). Jesus entra no pátio do Templo, vê as pessoas vendendo gado e trocando dinheiro e explode:
| “ | «e tendo feito um azorrague de cordas, expulsou a todos do templo, as ovelhas bem como os bois, derramou pelo chão o dinheiro dos cambistas, virou as mesas e disse aos que vendiam as pombas: Tirai daqui estas coisas; não façais da casa de meu Pai uma casa de negócio.» (João 2:15–16) | ” |

João afirma que os discípulos se lembraram de «O zelo da tua casa me devorará» (João 2:17), provavelmente um jogo de palavras com «Pois o zelo da tua casa me consumiu, E as afrontas dos que te afrontam caíram sobre mim.» (Salmos 69:9), novamente implicando em Jesus como o realizador de antigas profecias. Se de fato eles se lembraram disso durante o incidente é incerto.
Logo depois, os judeus pedem que Jesus realize um "milagre" para que ficasse demonstrada sua autoridade para expulsar os cambistas. Em uma de suas mais famosas frases, Jesus responde: «Deitai por terra este santuário, e em três dias o levantarei» (João 2:19). Claramente, o povo acreditava que ele estaria falando do edifício do Templo, mas João afirma que Jesus falava de seu próprio e que seus discípulos se lembraram disso depois da sua ressurreição. João conta que Jesus realizou diversos milagres nesta Páscoa e que muitos creram nele, mas que «o próprio Jesus não confiava neles, porque conhecia a todos, e não precisava que alguém lhe desse testemunho do homem; pois ele mesmo conhecia o que havia no homem.» (João 2:24–25) É possível que João tenha incluído esta passagem para demonstrar que Jesus conhecia a mente e o coração das pessoas, um dos atributos de Deus.
A partir desta seção, começa o antagonismo entre Jesus e "os judeus", como João se refere a eles, um sinal de que o texto provavelmente era dirigido a uma audiência não-judaica. O Templo já havia sido destruído quando João escreveu seu evangelho e ele tenta demonstrar que, desde o começo, o "antigo Templo" estava destinado a ser substituído pelo "novo Templo", o corpo ressuscitado de Jesus, os cristãos e a nova comunidade de fieis. Para muitos estudiosos, isto já demonstraria uma divisão entre o judaísmo em geral e a nova comunidade de João. Alguns dos manuscritos do Mar Morto também se referem a uma comunidade como um "templo".
João menciona o incidente com os cambistas como tendo ocorrido no princípio do ministério de Jesus enquanto os evangelhos sinóticos o relatam como tendo ocorrido pouco antes da crucificação de Jesus. Alguns estudiosos insistem que teria havido dois incidentes. É provável que João tenha realocado a história para o começo do ministério para demonstrar que a prisão de Jesus teria sido por causa da ressurreição de Lázaro (em João 11) e não pelo incidente no Templo, que nos demais evangelhos acontece em Marcos 11:12–19, Mateus 21:12–17 e Lucas 19:45–48.